# Jacek Bazan
Jacek Bazan (ur. 13 sierpnia 1968) – polski dziennikarz śledczy; laureat Grand Press (2002, 2003).

## Życiorys
W latach 1996–1999 był dziennikarzem radia RMF FM odpowiedzialnym za newsy i reportaże. Od 2001 pracował dla telewizji TVN, gdzie przygotowywał reportaże śledcze i interwencyjne dla „Superwizjera”. Następnie był dyrektorem marketingu i rzecznikiem prasowym dewelopera J.W. Construction. Od 2006 prowadził program „Archiwum X – Śledztwa po latach” na Discovery Historia, od 2006 członek zarządu, a w 2007 p.o. prezesa Polonii Warszawa.

### Działalność przestępcza
Według Rzeczypospolitej skazywany był za rozbój, przywłaszczenie mienia oraz dezercję. Był skazany przez Sąd Marynarki Wojennej w Gdyni na 6 miesięcy więzienia z zawieszeniem na 2 lata „za samowolne oddalenie się z jednostki”. W maju 1992 Sąd Rejonowy w Warszawie skazał go na rok więzienia w zawieszeniu na dwa lata za podrobienie umowy i sprzedaż przywłaszczonych samochodów. W 1993 Prokuratura Rejonowa w Bytomiu rozesłała za nim list gończy w związku ze sprawą dokonywania wymuszeń rozbójniczych. Prokuratura postawiła mu zarzuty: rozboju, gróźb karalnych i przywłaszczenia 210 mln starych złotych. W wyniku procesu został skazany na 6 lat więzienia i 3 tysiące zł grzywny. Wyrok odsiadywał w Zakładzie Karnym w Bytomiu, w którym prowadził radiowęzeł. Po 3 latach odsiadki, w kwietniu 1996 opuścił więzienie.
We wrześniu 2024 został zatrzymany w sprawie rozboju na właścicielu firmy medycznej ze Śląska. Według Komendy Wojewódzkiej Policji w Katowicach, wraz ze wspólnikami na jednym z parkingów centrów handlowych w Zabrzu, miał zmusić przedsiębiorcę do przelania 1 miliona złotych na wskazane przez nich konto. Rozbój miał zostać dokonany przy użyciu noża oraz przedmiotu przypominającego pistolet.

### Życie prywatne
Jest nieślubnym synem Krzysztofa Materny. Mężczyźni dowiedzieli się o swoim pokrewieństwie w 2017 roku. Jego żoną jest sportsmenka – Alicja Pyszka-Bazan.

## Kontrowersje
Bazan przygotowywał reportaż śledczy o biznesmenie Aleksandrze Ćwiku, związany z przejmowaniem przez niego nieruchomości od samorządów. W związku ze sprawą prokuratura wystosowała wobec przedsiębiorcy akt oskarżenia. Dziennikarz reportażu nie zrealizował, a po kilku tygodniach po podjęciu nad nim prac, wystąpił w reklamie domu meblowego, należącego do Ćwika, nadawanej w TVP3.

## Wyróżnienia
- II nagroda w konkursie Fundacja im. Stefana Batorego „Tylko ryba nie bierze”
- Grand Press (2002) w kategorii dziennikarstwo specjalistyczne za materiał o niezgodnych z prawem działaniach ekologów
- Grand Press (2003) w kategorii dziennikarstwo śledcze za reportaż o sprzedaży ziemi przez księdza i adwokata na Podbeskidziu[4]